# I Festival de Cine Urbano de Peñalolén
El I Festival de Cine Urbano de Peñalolén se realizó el 27 de noviembre de 2008 en el Centro Polideportivo y Cultural Chimkowe, ubicado en la ciudad cordillerana de Peñalolén.

## Realización
Se realizó el 27 de noviembre de 2008 en el Centro Polideportivo y Cultural Chimkowe, ubicado en Avenida Grecia, al lado del municipio, a las 16:00  (UTC-3). La entrada fue liberada.
Fue creado por el Alcalde de Peñalolén, Claudio Orrego, y apoyado por la Casa de la Cultura de Peñalolén y la Productora Dínamo Audiovisual.

## Cortometrajes
Se presentaron una treintena de cortometrajes, los cuales fueron clasificados. Sólo se exhibieron los mejores, considerados por los jueces. Estos fueron:
- "V al Paraíso" de Pablo Alibaud
- "LA PERIFERIA" de Fabrizzio Bartolini
- "LAPSOS" de Luis Miguel Carrera
- "RAYITO DE LUZ" de Francisca Soto
- "OTOÑO" de Andrés Serrano Briceño
- "ADIOS MUNDO CRUEL" de Simón Saavedra

- Ganador: V al Paraíso de Pablo Alibaud.[2]